# Partido de la Justicia Animal de Finlandia
El Partido de la Justicia Animal de Finlandia (en finés: Eläinoikeuspuolue (EOP), en sueco: Djurrättspartiet) es un partido político finlandés, fundado en 2015 y admitido en el registro de partidos políticos en 2016. El presidente del partido es Santeri Pienimäki. El partido participó en las elecciones municipales en 2017.  y 2023, así como a elecciones generales y autonómicas sin obtener ningún escaño.

## Resultados electorales

### Elecciones parlamentarias
| Año  | Escaños | Votos       | Porcentaje |
| ---- | ------- | ----------- | ---------- |
| 2019 | 0       | 3.378 (#18) | 0,1%       |
| 2023 | 0       | 3.106 (#15) | 0,1%       |

### Elecciones municipales
| Año  | Escaños | Votos | Porcentaje |
| ---- | ------- | ----- | ---------- |
| 2017 | 0       | 1 795 | 0.1%       |
| 2021 | 0       | 1 761 | 0.1%       |

### Elecciones europeas[4]
| Año  | Escaños | Votos | Porcentaje |
| ---- | ------- | ----- | ---------- |
| 2019 | 0       | 657   | 0.2%       |

### Elecciones regionales
| Año  | Escaños | Votos | Porcentaje |
| ---- | ------- | ----- | ---------- |
| 2022 | 0       | 493   | 0.1%       |